# Massive Development

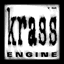
Krass-Engine-Logo

Massive Development war ein in Mannheim ansässiges Entwicklerstudio für Computerspiele, das zwischen 1994 und 2005 aktiv war. Bekannteste Produkte waren die U-Boot-Simulationen Schleichfahrt und Aquanox.

## Geschichte
Massive Development wurde 1994 von Alexander Jorias, Ingo Frick, Oliver Weirich und Peter Steinhäuser als GbR gegründet und nach dem Ausscheiden von Peter Steinhäuser nach der Fertigstellung von Schleichfahrt in eine GmbH in Mannheim umgewandelt.
Ihr erstes Werk war 1994 die Portierung des Amiga-Spiels Die Siedler auf die PC-Plattform. 1996 kam die erfolgreiche Science-Fiction-U-Boot-Rollenspiel-Simulation Schleichfahrt heraus, die von Blue Byte veröffentlicht wurde.
Im Dezember 2000 wurde Massive vom österreichischen Publisher JoWooD übernommen.
Bis 2001 wurde für den Nachfolger von Schleichfahrt, AquaNox, eine eigene 3D-Spiel-Engine entwickelt, die KRASS-Engine. Diese konnte als eine der ersten die neuen Hardware-Fähigkeiten von Grafikkarten mit T&L ausreizen, weswegen Aquanox u. a. mit solchen Grafikkarten im Bundle vertrieben wurde. 2003 wurde Aquanox 2: Revelation veröffentlicht. Im Mai 2005 wurde das Studio von JoWooD geschlossen, auch Aquanox 2: The Angel’s Tears für die PS2 wurde abgebrochen.
Zwei der ursprünglichen Gründer, Alexander Jorias und Ingo Frick, arbeiten inzwischen an einem 3D-Chat mit Social-Networking-Funktionen, Club Cooee.

## Produkte
- Die Siedler (1994) – international als Serf City: Life is Feudal veröffentlicht, PC-Portierung[13]
- Schleichfahrt (1996) – international als Archimedean Dynasty veröffentlicht
- KRASS Engine (2001) – Basis von AquaNox und SpellForce: The Order of Dawn[14]
- Aquanox (2001)
- Aquanox 2: Revelation (2003)
- AquaMark